# Lý Uân
Lý Uân (李熅, ? - 887), là một người đòi hỏi hoàng vị của nhà Đường. Trong một thời gian ngắn, với sự giúp đỡ của quân phiệt Chu Mai, ông đã tuyên bố là hoàng đế trong hai tháng vào năm 886-887 tại kinh thành Trường An, trong cuộc tranh chấp với Đường Hy Tông. Thời gian trị vì ngắn ngủi của Lý Uân chấm dứt khi thuộc hạ của Chu Mai là Vương Hành Du nổi dậy và giết chết Chu Mai. Lý Uân chạy đến lãnh địa của quân phiệt Vương Trọng Vinh, Vương Trọng Vinh đã giết chết Lý Uân và dâng thủ cấp của Lý Uân cho Đường Hi Tông.

## Thân thế
Cụ của Lý Uân là Tương vương Lý Quang (李僙) - một hoàng tử của Đường Túc Tông, ông nội của Lý Uân là Lý Tuyên (李宣)- được phong tước Y Ngô vương.
Năm 885, trong thời gian trị vì của Đường Hi Tông, hoạn quan Điền Lệnh Tư tranh chấp với Hà Trung tiết độ sứ Vương Trọng Vinh do muốn đoạt lại quyền kiểm soát các đầm muối tại Hà Trung cho triều đình. Vương Trọng Vinh quay sang liên kết với tiết độ sứ người Sa Đà Lý Khắc Dụng. Điền Lệnh Tư phản ứng bằng việc liên kết với Tĩnh Nan tiết độ sứ Chu Mai và Phượng Tường tiết độ sứ Lý Xương Phù. Quân triều đình dưới quyền kiểm soát của Điền Lệnh Tư đã hội quân với Chu Mai và Lý Xương Phù để tiến công Vương Trọng Vinh; Vương Trọng Vinh và Lý Khắc Dụng đã đánh bại liên quân đối phương vào khoảng tết năm 886. Khi quân của Lý Khắc Dụng và Vương Trọng Vinh tiến đến gần Trường An, Đường Hi Tông và Điền Lệnh Tư thoạt đầu chạy đến Phượng Tường, sau đó chạy đến Hưng Nguyên (興元, nay thuộc Hán Trung, Thiểm Tây). Trong khi đó, Chu Mai và Lý Xương Phù do lo sợ Lý Khắc Dụng và Vương Trọng Vinh nên đã quay sang chống Điền Lệnh Tư và Đường Hi Tông, phái quân đi bắt Đường Hi Tông song không thành công.
Khi Đường Hy Tông chạy khỏi Trường An, Lý Uân tháp tùng hoàng đế đến Phượng Tường, song đã không thể kịp theo đến Hưng Nguyên. Khi ông ở tại Tuân Đồ dịch (遵塗驛, gần Phượng Tường), các binh sĩ của Chu Mai đã bắt được ông và giải ông đến Phượng Tường. Thời điểm này, Chu Mai cho rằng Điền Lệnh Tư có ảnh hưởng xấu lên Đường Hi Tông, còn mình sẽ nhận được sự ủng hộ của các quân phiệt khác nếu ủng hộ một hoàng đế mới, Chu Mai tham khảo ý kiến của tể tướng Tiêu Cấu. Mặc dù Tiêu Cấu phản đối song Chu Mai đã bỏ qua và buộc các quan lại triều đình ở tại Phượng Tường thượng biểu tiến cử Lý Uân tức vị. Tuy nhiên, thoạt đầu Lý Uân chỉ chấp thuận làm nhiếp chính. Ngoài các quan lại triều đình Đường đang ở Phượng Tường, Hoài Nam tiết độ sứ Cao Biền, Vương Trọng Vinh, và Thôi An Tiềm cũng thượng biểu ủng hộ Lý Uân. Quân của Chu Mai hộ tống các quan lại triều đình và Lý Uân trở về Trường An, nhằm chuẩn bị chính thức tôn Lý Uân làm hoàng đế. Tuy nhiên, Lý Khắc Dụng lại từ chối đề nghị của Chu Mai và Lý Uân mà ủng hộ Đường Hy Tông; Lý Xương Phù tức giận vì không được tham gia vào cơ cấu triều đình mới nên cũng thượng biểu ủng hộ cho Đường Hy Tông.

## Trị vì ngắn ngủi
Vào mùa đông năm 886, sau khi các quan lại triều đình tiếp tục thúc giục, Lý Uân đã chấp thuận tức vị. Ông đề nghị Đường Hy Tông đang lưu vong làm Thái thượng hoàng.
Trong khi đó, lúc này Điền Lệnh Tư đã từ bỏ chức vụ chỉ huy Thần Sách quân và đến Tây Xuyên với thân thích. Người kế nhiệm Điền Lệnh Tư là Dương Phục Cung đã ra một thông cáo đến vùng Quan Trung rằng bất kỳ ai có thể giết Chu Mai sẽ được thay thế Chu Mai làm Tĩnh Nan tiết độ sứ. Thuộc hạ của Chu Mai là Vương Hành Du bị cám dỗ, ngoài ra cũng lo sợ vì không hoàn thành sứ mệnh được Chu Mai giao phó là chiếm Hưng Nguyên và bắt Hy Tông, nên đã quyết định hành động. Vương Hành Du tiến về Trường An, bắt giữ và giết chết Chu Mai. Bùi Triệt và Trịnh Xương Đồ đã hộ tống Lý Uân đến Hà Trung. Tuy nhiên, lúc này Vương Trọng Vinh đã chấp thuận quy phục Đường Hy Tông, ông ta giả bộ nghênh tiếp song sau đó đã bắt giữ và xử trảm Lý Uân. Vương Trọng Vinh đưa thủ cấp của Lý Uân đến trình Đường Hy Tông. Thoạt đầu, Đường Hy Tông đã tổ chức đại lễ mừng Lý Uân bị giết, song do nghe theo lời của Thái thường bác sĩ Ân Doanh Tôn rằng không thể ăn mừng việc một hoàng thân quốc thích qua đời, Đường Hy Tông thay vào đó phế Lý Uân làm thứ nhân và chôn cất thủ cấp của ông.